# Cranoglanis
Cranoglanis es el único género que contiene la familia monotípica Cranoglanididae, en el orden de los Siluriformes. Sus 5 especies habitan en cuerpos de agua dulce de clima tropical del sudeste de Asia.

## Características y distribución geográfica
Esta familia es endémica del sudeste de Asia, en cuencas de  China y Vietnam. 
Se caracteriza por poseer una aleta dorsal corta, con una espina dorsal y 6 rayos ramificados(raramente 5). La aleta anal cuenta con de 35 a 41 radios. La aleta pectoral exhibe una espina; mientras que la aleta caudal es profundamente bifurcada. No posee escamas. La base de la cabeza está defendida con placas óseas irregulares. Muestra 4 pares de barbillas. El género Cranoglanis se asemeja a Pseudobagrus.

## Taxonomía
Este familia fue descrita originalmente en el año 1931 por el ictiólogo George S. Myers. El género Cranoglanis fue descrito en el año 1881 por el ictiólogo y naturalista alemán Wilhelm Peters. La especie tipo es: Cranoglanis bouderius.
Especies
Se subdivide en 5 especies:
- Cranoglanis bouderius (J. Richardson, 1846)
- Cranoglanis caolangensis V. H. Nguyễn, 2005
- Cranoglanis henrici (Vaillant, 1893)
- Cranoglanis multiradiatus (Koller, 1926)
- Cranoglanis songhongensis V. H. Nguyễn, 2005

Etimología
Etimológicamente el nombre genérico Cranoglanis se construye con palabras del idioma griego, en donde: kranion significa 'cráneo' y Ganis, -idos  es una especie de pez que muerde el anzuelo sin tocar el gancho.